# (9911) Quantz
(9911) Quantz est un astéroïde de la ceinture principale.

## Description
(9911) Quantz est un astéroïde de la ceinture principale. Il fut découvert le 29 septembre 1973 à l'observatoire Palomar par Cornelis Johannes van Houten, Ingrid van Houten-Groeneveld et Tom Gehrels. Il présente une orbite caractérisée par un demi-grand axe de 2,30 UA, une excentricité de 0,14 et une inclinaison de 5,2° par rapport à l'écliptique.
Cet astéroïde est nommé en l'honneur du compositeur et flûtiste allemand Johann Joachim Quantz (1697-1773).

## Compléments